# Rafael Estrada y Arnáiz
Rafael Arnaiz y Estrada (Ferrol, 22 d'octubre de 1884 – Madrid, 18 d'octubre de 1956) fou un militar, polític i acadèmic gallec, membre de la Reial Acadèmia de la Llengua.

## Biografia
Fill del vicealmirall Ramón Estrada Catoira, el 13 de juny de 1899 va ingressar a l'Escola Naval flotant en la fragata Asturias, on el 4 de febrer de 1902 obtingué el grau de guardiamarina i el 1905 el d'alferes de navili. Fou embarcat al creuer Extremadura i després a l'Infanta Isabel, i viatjà al Regne Unit, Alemanya, Rússia i la Guinea Espanyola. El 22 de juny de 1912 ascendí a tinent de navili i el 1920 a capità de corbeta, alhora que col·laborà a elaborar la carta nàutica de les illes Chafarinas.
Amb aquesta graduació participà en el desembarcament d'Alhucemas (1926). El 20 de setembre de 1929 fou ascendit a capità de fragata i nomenat comandant del canoner Canelejas, i el 1930 fou destinat al ministeri de Marina. El 1934 fou nomenat president de la secció d'astronomia, geodèsia, geofísica i geografia de l'Associació Espanyola per al progrés de les Ciències, i posteriorment agregat naval a l'ambaixada espanyola a Itàlia.
En esclatar la guerra civil espanyola es va posar del costat del bàndol revoltat, va tornar a Espanya el gener de 1937 i fou ascendit a capità de navili i destinat al creuer Baleares. De 10 d'octubre de 1937 a agost de 1938 fou comandant del creuer Canarias. Va participar en la batalla del cap de Palos el març de 1938. El 26 d'agost de 1938 va ascendir a contralmirall i nomenat subsecretari de Marina del primer govern franquista.
El 1939 fou nomenat secretari general del ministeri de Marina d'Espanya i vocal del recentment creat Consell Superior d'Investigacions Científiques. El 1945 fou escollit acadèmic de la Reial Acadèmia de la Llengua alhora que ascendia a vicealmirall i era nomenat capità general del Departament Marítim de Cartagena i després del de Cadis. Durant el seu mandat es produí l'explosió d'un polvorí a Cadis el 1947.
El 1952 fou ascendit a almirall i nomenat comandant general de la Flota i cap de l'Estat Major de l'Armada. El 24 d'octubre de 1954 passà a la reserva. El 1951 fou nomenat procurador en Corts, càrrec que va ocupar fins a la seva mort. També fou president de l'Institut Social de la Marina, vocal del Consell Ordinador de la Marina Mercant i membre de la Real Academia Galega i de la Real Academia Sevillana de Buenas Letras. Va morir el 18 d'octubre de 1956.

## Obres
- Jorge Juan y Antonio de Ulloa en el Perú (1931)
- El progreso de la Náutica (1941)
- El Almirante Don Antonio de Oquendo (1943)
- La influencia del mar en la Historia de España (1950)
- El progreso científico a bordo de los buques (1951)